# Громадська Організація «Слава і Честь»
Громадська Організація «Слава і Честь» (ГО «СіЧ») — Українська нова права організація, що діяла на Одещині у 2007—2009 роках. Свою ідеологію члени організації окреслювали як український націоналізм. Кістяк організації складали студенти-націоналісти з Одеського національного університету ім. Мечникова та футбольні вболівальники місцевого клубу «Чорноморець». Одним з лідерів ГО «СіЧ» був  Максим Чайка.
У 2007 році ГО «СіЧ» брала активну участь у протестах проти встановлення пам'ятника Катерині II в Одесі.
Навесні 2008 року члени ГО «СіЧ» спільно з представниками Організації «Патріот України» проводили військовий вишкіл у Харкові.
18 жовтня 2008 року члени ГО «СіЧ» були серед учасників сутичок з міліцією під час проведення маршу Героїв УПА. Після цієї події було прийняте рішення про приєднання організації до ініційованого  Андрієм Білецьким процесу об'єднання українських нових правих організацій в єдину структуру.
17 квітня 2009 року під час сутички з представниками руху «Антифа» Максим Чайка, один з лідерів ГО «СіЧ», отримав два ножових поранення і через декілька годин помер у лікарні від втрати крові. Його загибель сколихнула місто — 19 квітня був організований багатолюдний марш пам'яті за участю друзів, соратників та однокурсників студента.. З моменту смерті лідера «СіЧовиків» висувалися політичні мотиви вбивства — низка видань звинувачувала проросійську партію «Родіна» в організації вбивства. Резонансне вбивство привернуло увагу і Президента України Віктора Ющенка, котрий доручив СБУ та МВС розслідувати зв'язки вбивці з іноземними антиукраїнськими організаціями.
16 травня 2009 року на установчому з'їзді у  Києві ГО «СіЧ» стала однією з організацій-засновниць  Соціал-Національної Асамблеї.
Впродовж 2009 року ГО «СіЧ» було переформатовано на Одеське обласне відділення Соціал-Національної Асамблеї. На основі членства ГО «СіЧ» також було утворено місцевий осередок Організації «Патріот України».